# 55-й стрелковый корпус (2-го формирования)
55-й стрелковый корпус (55-й ск) — воинское соединение в РККА Вооружённых Сил СССР до и во время Великой Отечественной войны.

## История
Корпус был образован в марте 1941 года в Киевском особом военном округе. Управление находилось в городе Винница. Управлению корпуса подчинялись 130-я, 169-я и 189-я стрелковые дивизии, 268-й отдельный батальон связи, 254-й отдельный сапёрный батальон, 207-й и 437-й корпусные артиллерийские полки, 4-я противотанковая бригада РГК.
22 июня 1941 года корпус вошёл в состав Юго-Западного фронта.
25 июня 1941 года корпус вошёл в состав Южного фронта.
В конце июня 1941 года корпус передаётся в состав 18-й армии Южного фронта.
22 сентября 1941 года управление корпуса расформировано.

## Полное название
55-й стрелковый корпус

## Подчинение
- Киевский Особый военный округ (март — 22 июня 1941).
- Юго-Западный военный округ (22 — 25 июня 1941).
- Южный фронт (25 — … июня 1941).
- 18-я армия Южного фронта (… июня — 22 сентября 1941).

## Командование
- Коротеев, Константин Аполлонович, командир корпуса, генерал-майор (14.03 — 22.09.1941).[3]

## Состав
На март 1941:
- Управление корпуса в г. Каменец-Подольский.
- 130-я стрелковая дивизия.
- 169-я стрелковая дивизия.
- 189-я стрелковая дивизия.

На 22.06.1941
- Управление корпуса в г. Каменец-Подольский.[4],[5]
- Корпусные части:
  - 207-й корпусной артиллерийский полк.[4],[5]
  - 437-й корпусной артиллерийский полк.[4],[5]
  - 254-й отдельный сапёрный батальон.[4],[5],[6],
  - 268-й отдельный батальон связи.[4],[5],[6],
  - 124-я полевая касса Госбанка.[6]
- 130-я стрелковая дивизия.[4],[5]
- 169-я стрелковая дивизия.[4],[5]
- 189-я стрелковая дивизия.[4],[5]

На 1.07.1941:
- Управление в г. Могилёв-Подольский.[7]
- 130-я сд.[7]
- 169-я сд.[7]
- Корпусные части.

## Боевые действия
1941 год
В марте началась история корпуса КОВО.
Состав корпуса:
- Управление в г. Каменец-Подольский.
- 130-я сд.
- 169-я сд.
- 189-я сд.

9 июня
Военный совет округа принял решение в войсках второго эшелона округа иметь носимый запас патронов при каждом ручном и станковом пулемёте, гранаты хранящееся на складах распределить по подразделениям, половину боекомплекта снарядов и мин иметь в снаряжённом состоянии, создать запас топлива не менее двух заправок.
25 июня
Командующий войсками Южного фронта издал свою директиву о составе войск фронта. 55-й стрелковый корпус (130, 169, 189-я стрелковые дивизии) вошёл в состав фронта с подчинением Военному Совету фронта. Место расположения штаба Дунаевцы.
В конце июня корпус включён в состав 18-й армии Южного фронта.
28 июня корпус (130-я сд, 169-я сд, без 189-й сд) находился в районе Балин, Фридровцы, Врублевцы, северный берег р. Днестр, (иск.) Ямполь. Штаб корпуса в Дунаевцы. 189-я стрелковая дивизия состояла во фронтовом резерве и находилась в районе Балин.
- Сборник боевых документов Великой Отечественной войны. Выпуск 36. Документ 192 (приводится по: Генеральный Штаб. Военно-научное управление Сборник боевых документов Великой Отечественной войны. — Москва: Воениздат, 1958. — Т. 36)

1 июля корпус входил в состав 18-й армии. Управление корпуса в г. Могилёв-Подольский.
Состав корпуса:
- 130-я сд.
- 169-я сд.[7]

25 августа управление корпуса расформировано.
22 сентября управление корпуса расформировано.,